# Trekvaart

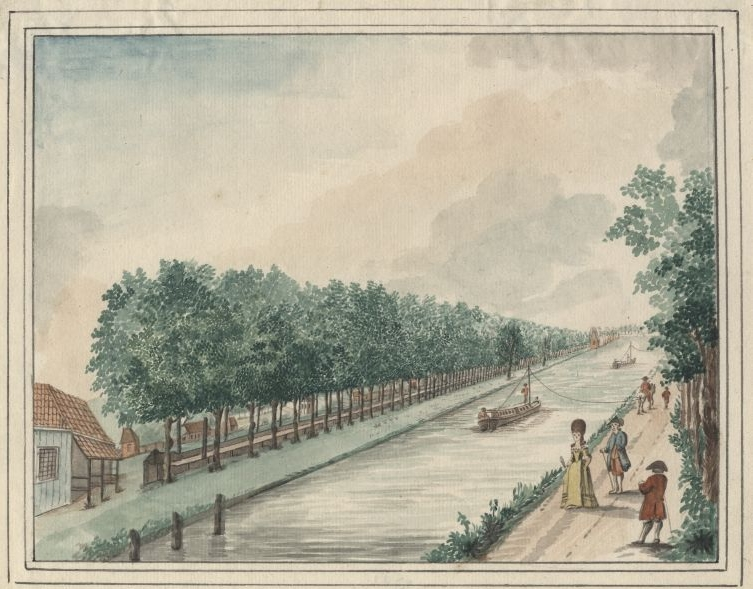
Trekvliet bij Leiden in 1788

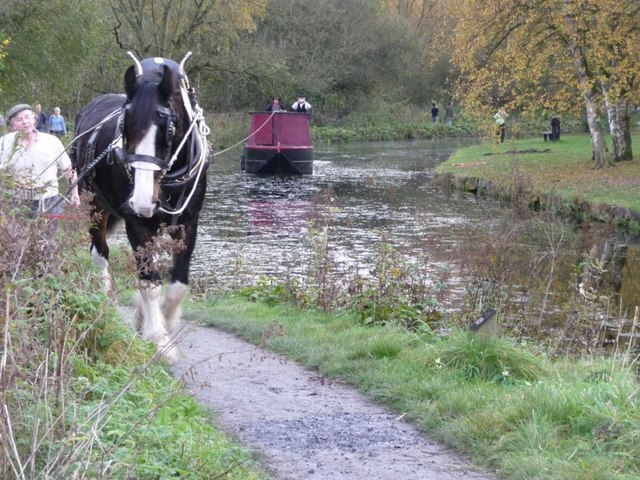
Cromford Canal met trekschuit, Engeland

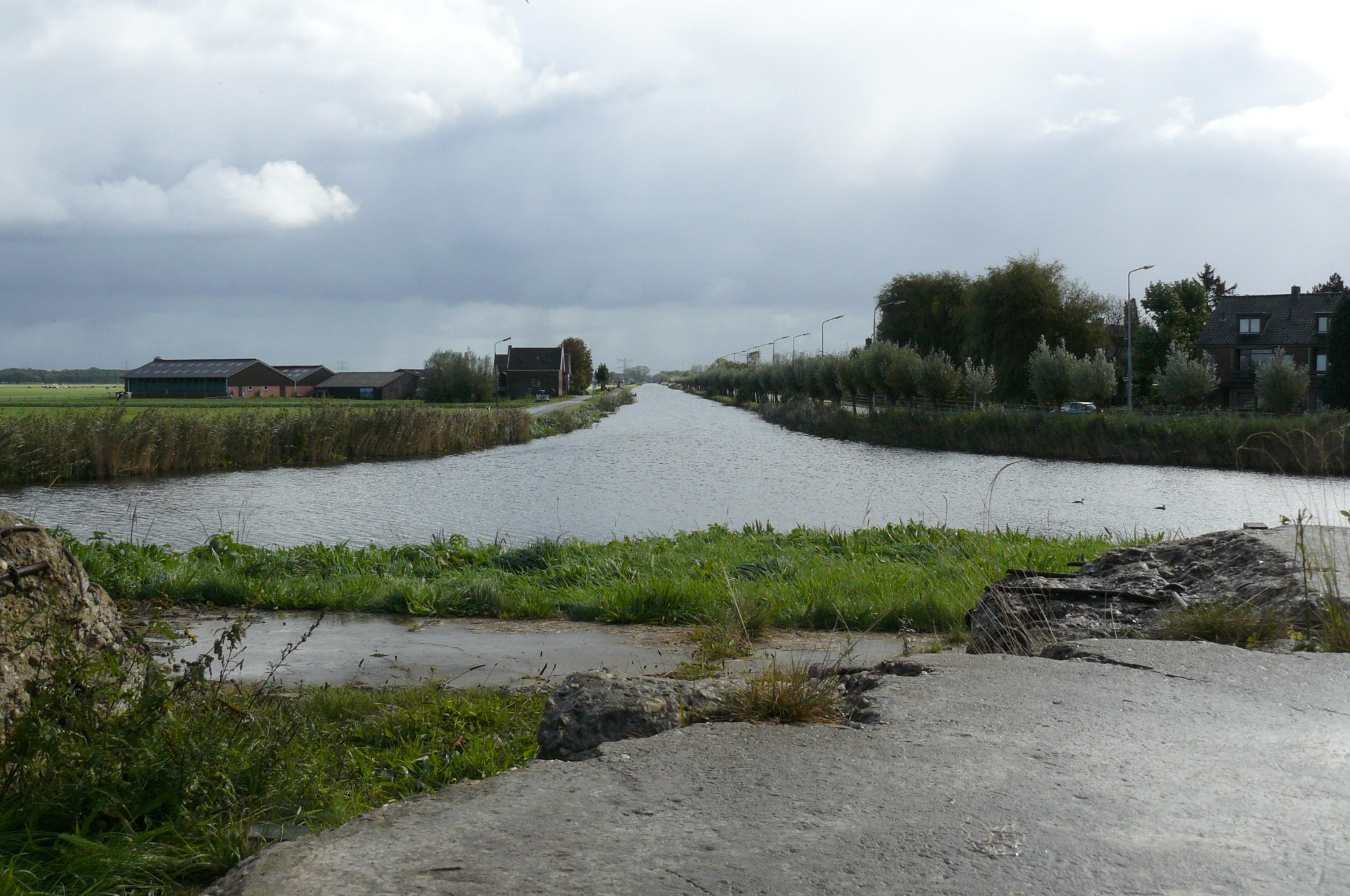
Zicht op de Naardertrekvaart

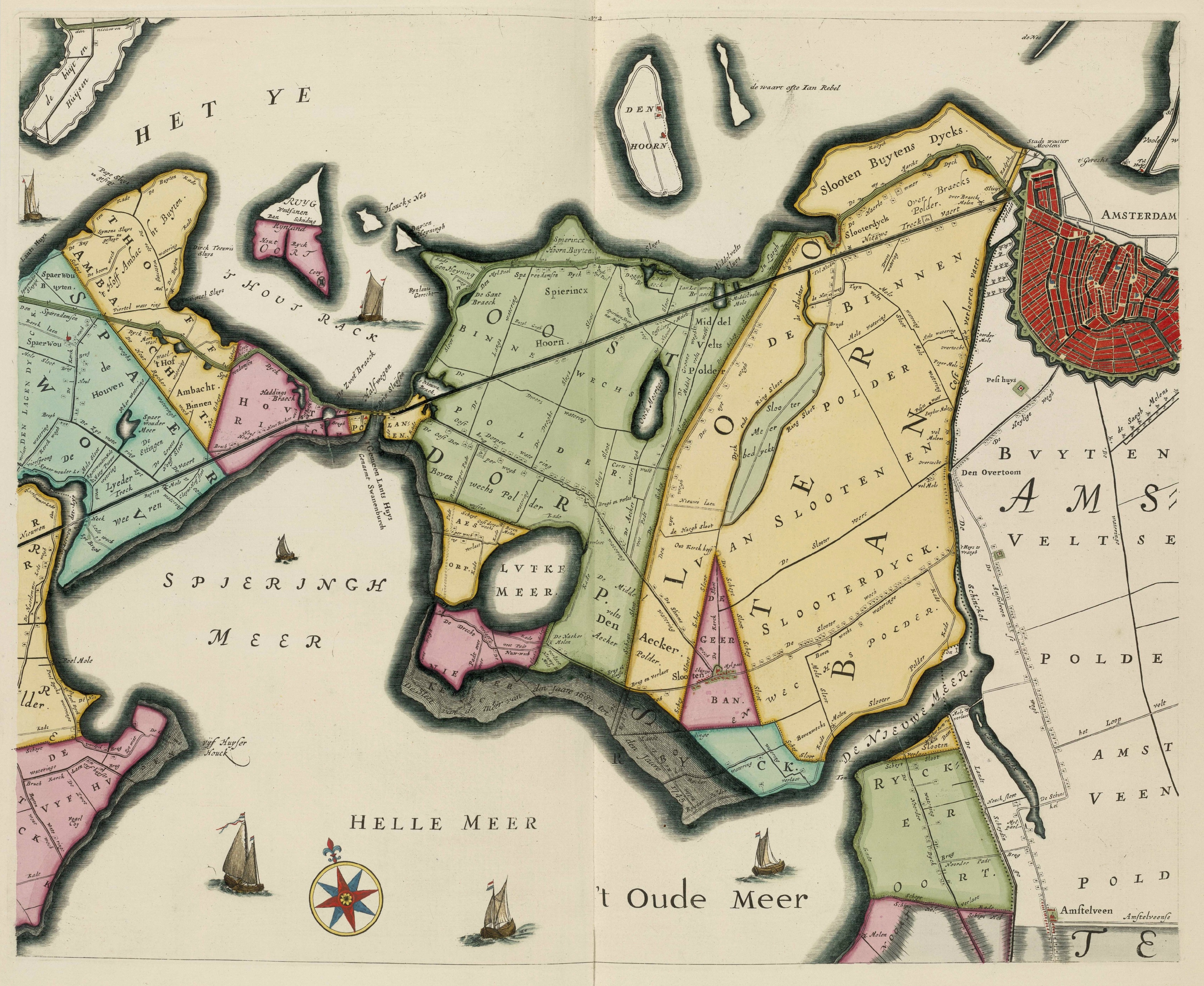
De kaarsrechte Haarlemmertrekvaart op een kaart uit 1746

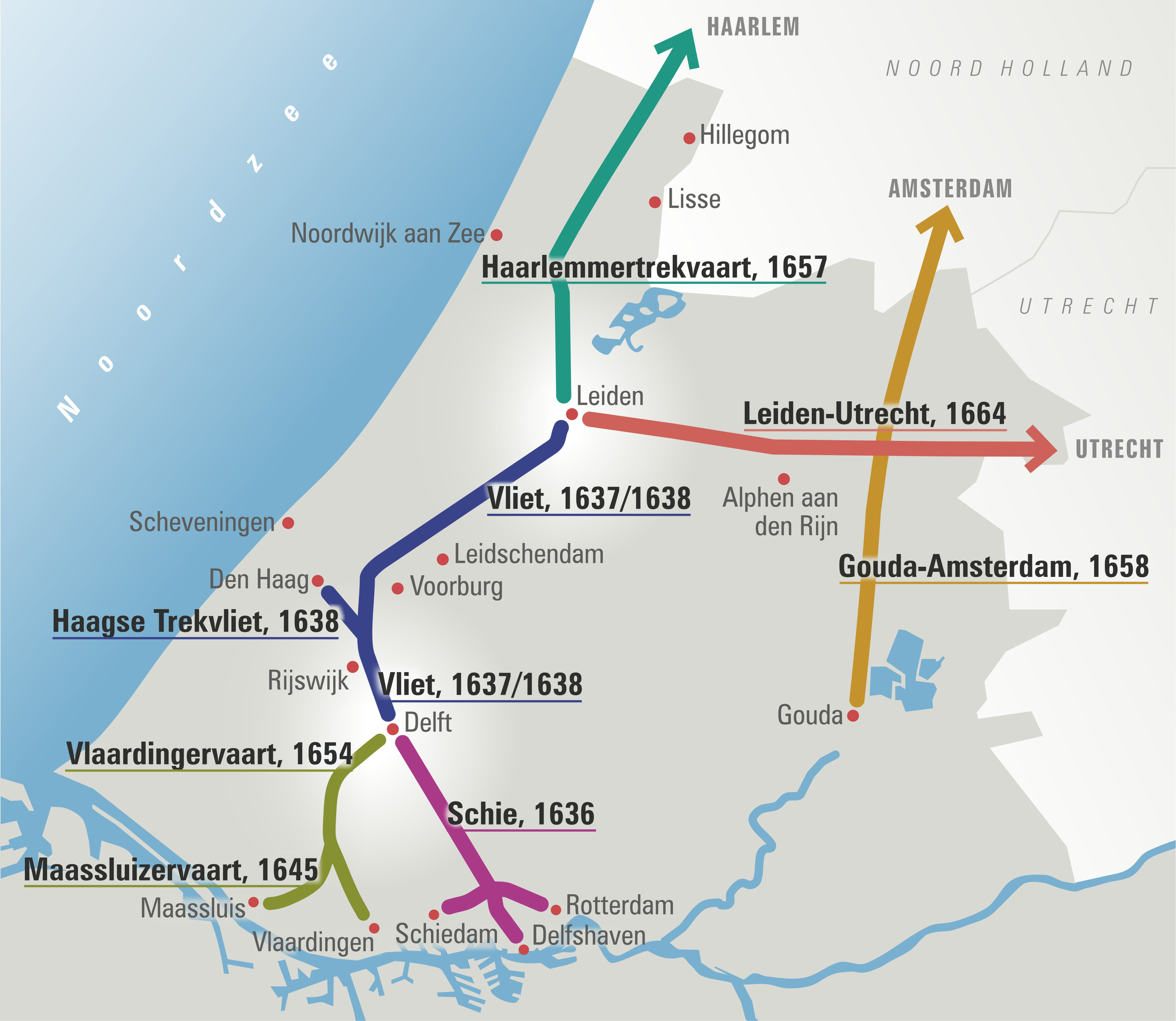
Trekvaarten in Zuid-Holland

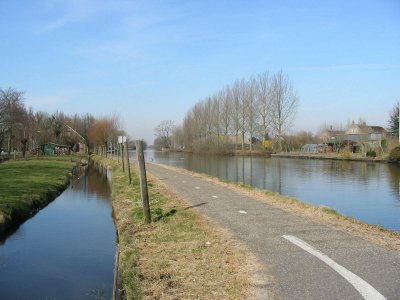
Jaagpad langs Oude Rijn bij Nieuwerbrug

Een trekvaart is een gegraven waterweg, bestemd voor trekschuiten. Ook werden wel bestaande waterwegen geschikt gemaakt als trekvaart. Langs de trekvaart liep het zogeheten jaagpad, waarlangs de trekschuit werd gejaagd door een paard. Trekvaarten hadden als voordeel dat de scheepvaartroute tussen twee plaatsen kon worden verkort. De trekvaart maakte ook een regelmatig vervoer van personen en post mogelijk omdat men niet afhankelijk was van de wind. In de 19e eeuw raakte het vervoer via de trekvaart echter overvleugeld door vervoer via een spoorweg.

## Achtergrond
Het vanaf de wal voorttrekken van schepen is op zijn minst sinds de Romeinen bekend. In de tijd van Karel de Grote en onder diens gezag werden landeigenaren reeds verplicht langs waterwegen stroken grond aan te houden voor het slepen van schepen. Veel zeilschepen werden bij gelegenheid gejaagd, bijvoorbeeld bij tegenstroom of ongunstige wind. Uit verscheidene gravures en schilderijen uit de zestiende en zeventiende eeuw valt op te maken dat voorafgaand aan de aanleg van trekvaarten al regelmatig schepen vanaf de wal werden gesleept, althans voor een deel van het traject.
Vóór de komst van de trekschuit speelden beurtschepen een belangrijke rol in het reizigersvervoer. Door de dienstregelingen waaraan de beurtschippers waren gebonden, was in ieder geval de vertrektijd bekend. De aankomsttijd stond echter niet vast, omdat de wind een onzekere factor vormde voor de zeilvaart. Ook was gezeild vervoer bij grotere windsnelheden niet altijd even aangenaam. Daarnaast was de toestand van de vaarwegen verre van ideaal. Door ijsgang gedurende de winter kon soms maanden niet gevaren worden en nadat de dooi had ingezet, verhinderde hoog water vaak de afvaarten. Her en der ontbraken jaagpaden of lagen ze afwisselend aan de ene en dan weer de andere zijde van de vaarweg.

### Kanalenbouw
In de Nederlanden was de aanleg van kanalen sinds het begin van de jaartelling bekend. Voorbeelden hiervan zijn het kanaal van Corbulo en de Drususgracht. Vanaf de middeleeuwen werden kanalen gegraven ten behoeve van het vervoer over water, maar ook om de afwatering te bevorderen. De eerste delen van de Vliet tussen Leiden en Delft werden in de elfde eeuw aangelegd en ook de Schie dateert uit de middeleeuwen. In 1288 werd de Vaartsche Rijn aangelegd om Utrecht beter bereikbaar te maken.
De vroegste kanalen in de Nederlanden werden gegraven met het oog op kleinere, gezeilde vaartuigen. Toen deze groter werden, was jagen de enige optie. Ook werden ze aangelegd voor alle vormen van vervoer over water, zoals passagiers, vracht en vee.

### Jaagdiensten
In de loop van de zestiende eeuw werden op tal van trajecten de boeren en losse arbeiders vervangen door vaste jaagdiensten. Daarvoor werden dan ordonnanties (lokale verordeningen) opgesteld, waarin onder meer de tarieven werden geregeld. Rond 1600 moet het slepen van passagiersschepen niet ongewoon geweest zijn.
Het is niet bekend welke waterweg als eerste over de volle lengte geschikt werd gemaakt voor het slepen van schepen, maar de Delf is een mogelijkheid. Tussen 1564 en 1598 werd deze vaart uitgediept en werden langs de oevers jaagpaden aangelegd, die geschikt waren voor het jagen met paarden. Overigens werd dat gedaan voor het voorttrekken van zeilschepen, die het vervoeren van passagiers op zijn hoogst als nevendoel hadden.

## Ontstaan
Het voorttrekken van zeilloze passagiersschepen langs speciaal daarvoor gegraven kanalen is geen Nederlandse uitvinding. Er zijn aanwijzingen dat zoiets in China in de zevende eeuw reeds gebeurde en in Vlaanderen werd de Willebroekse Vaart eind zestiende eeuw al deels voor dat doel gebruikt. Een van de eerste trekvaarten in de Noordelijke Nederlanden was de Grift. In 1580 werd bij koning Filips II toestemming verkregen voor de aanleg ervan, maar de Nederlandse Opstand zorgde voor vertraging. Het kanaal kwam in 1610 gereed, maar de in 1580 geraamde opbrengsten werden nooit gehaald, terwijl de onderhoudskosten uit de pan rezen. De trekvaart tussen Groningen en Zuidbroek, waarvan de eerste delen tussen 1613 en 1618 werden gegraven, moet een profijtelijker onderneming zijn geweest omdat het hoofdzakelijk werd gebruikt voor het vervoer van turf.
Ondertussen werden op tal van plekken bestaande waterwegen geschikt gemaakt voor het slepen van schepen. In 1599 werd de Amstel van Amsterdam tot Uithoorn van een jaagpad voorzien en tussen 1626 en 1628 delen van het traject Amsterdam-Utrecht.
De eerste Nederlandse trekvaart die speciaal werd gegraven voor het vervoer van reizigers, was de Haarlemmertrekvaart, tussen Amsterdam en Haarlem. In 1631 dienden deze steden bij de Staten van Holland een verzoek in om een trekvaart te mogen aanleggen, en in 1632 was de trekvaart voltooid. Met de aanleg ervan was 266.000 gulden gemoeid. De trekvaart werd halverwege over 260 meter onderbroken door een complex van uitwateringssluizen van het Haarlemmermeer. Reizigers moesten er uit- en overstappen, nabij wat thans Halfweg heet. Vanwege de onderbreking was goederenvervoer op dit traject ondoenlijk. Dat bleef daarom buitenom gebeuren, over het IJ en langs Spaarndam. De nieuwe waterweg was een enorm succes en in 1633, het eerste volle jaar van de exploitatie, werden reeds 250.000 passagiers vervoerd.
De eerste trekvaarten werden aangelegd als verbindingen tussen twee steden. De steden betaalden de aanleg meestal met geleend geld. In de loop van de 17e eeuw werden steeds meer afzonderlijke trekvaarten aan elkaar gekoppeld. Zo ontstonden twee grote trekvaartnetwerken, in het zuiden (huidige provincies Noord-Holland, Zuid-Holland en Utrecht en in het noorden (Groningen en Friesland). Rond 1700 was het netwerk van Nederlandse trekvaarten op zijn hoogtepunt; er was toen zo'n 415 kilometer aangelegd.
Op de trekvaarten werd een geregelde dienst aangeboden. Op de drukste trajecten, bijvoorbeeld Haarlem-Amsterdam en Delft-Rotterdam, voeren meer dan 15 trekschuiten per dag. Op sommige trajecten werd ook een nachtdienst aangeboden. In vergelijking met transport over land, de wegen waren van slechte kwaliteit, waren de trekschuiten betrouwbaar, snel, comfortabel en veilig. Omstreeks 1660 bedroegen de tarieven per passagier zo'n 1,3 à 1,8 cent per kilometer en een koets was ongeveer driemaal zo duur. Ook in de winter werd er gevaren, bij dun ijs werd gebruik gemaakt van ijsbrekers die de vaarweg vrijmaakten.
De trekvaarten in Holland en Utrecht waren tussen vijftien en achttien meter breed. De diepte bedroeg ongeveer 2,5 meter. Bij de aanleg werd met de uitgegraven grond aan beide zijden van de vaart een kade aangelegd, aan een kant was deze zo breed dat er een jaagpad op kon worden ingericht. Langs een trekvaart stonden op bepaalde punten rolpalen. Deze dienden om het trektouw zodanig te geleiden dat een bocht in de waterweg genomen kon worden. Bij de kruispunten van trekvaarten werden ook kwakels, hoge voetgangersbruggen, aangelegd zodat men de trekvaart kon oversteken.

## Trekvaarten in Holland en Utrecht
- Haarlemmertrekvaart (Amsterdam – Haarlem; 1631-1634)
- Leidse trekvaart (Haarlem – Leiden)
- Leidse Rijn (Utrecht - Harmelen, ±1665). Verder naar het westen nam de rivier de Oude Rijn de functie van trekvaart over.
- Trekvliet (Leiden - Delft)
- Haagvliet (Drievliet - Den Haag)
- Weespertrekvaart (Amsterdam – Weesp)
- Muidertrekvaart (Amsterdam – Muiden)
- Naardertrekvaart (Muiden - Naarden)
- Eemnessertrekvaart
- 's Gravelandschevaart
- Vlaardingsevaart (Schipluiden - Vlaardingen)
- Zesstedenweg (Amsterdam, Purmerend, Monnickendam, Edam, Hoorn en Enkhuizen)

## Trekvaarten in Friesland

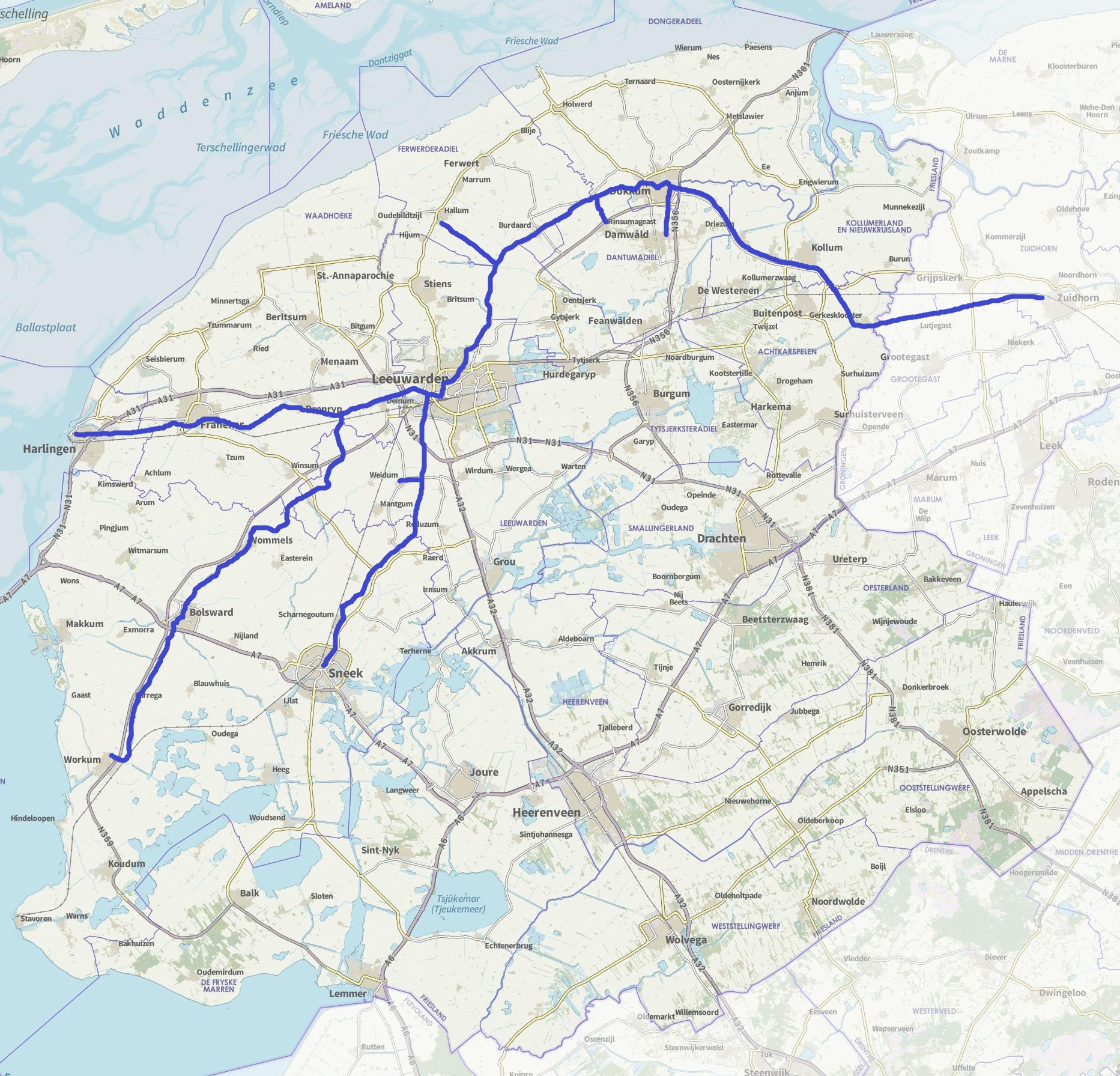
Trekvaarten Friesland

- Bolswardertrekvaart (Leeuwarden – Bolsward)
- Dokkummertrekvaart (Leeuwarden – Dokkum)
- Franekervaart (Franeker - Sneek)
- Harlingertrekvaart (Leeuwarden – Harlingen)
- Sneekertrekvaart of Zwette (Leeuwarden – Sneek)
- Stroobossertrekvaart (Dokkum – Stroobos (– Groningen); 1654-1656)
- Workumertrekvaart (Workum - Bolsward)

## Trekvaarten in Groningen
- Hoendiep
- Boterdiep
- Damsterdiep
- Slochterdiep
- Winschoterdiep
- Muntendammerdiep
- Noordbroeksterdiep

## Trekvaarten in Overijssel
In Overijssel waren er twee trekvaarten:
- Trekvaart (IJsselmuiden) of Kamperwetering- Kerkwetering. (Kampen - Hasselt)
- Oude Wetering (Overijssel). (Mastenbroek - Zwolle)